# Бурса Ататюрк
Стадіон ім. Ататюрка в Бурсі (тур. Bursa Atatürk Stadyumu) — колишній багатофункціональний стадіон, що був розташований в Бурсі, Туреччина. Він використовувався в основному для футбольних матчів і був домашньою ареною «Бурсаспору». Він міг вмістити 25 456 глядачів. У 2016 році був знесений.

## Історія
Стадіон «Бурса Ататюрк» був побудований у 1979 році, втім стадіон існував на цьому місці з 1930 року, коли був побудований невеличкий стадіон місткістю 300 глядачів для аматорського футбольного клубу.
Стадіон пройшов багато дрібних модернізацій та реконструкцій, а велика реконструкція відбулась після сезону 2009/10, в якому «Бурсспор» став чемпіоном Туреччини, завдяки якій стадіон виконував всі правила УЄФА щодо об'єктів, допущених до Ліги Чемпіонів УЄФА. Згодом на стадіоні проходили матчі молодіжного чемпіонату світу з футболу 2013 року.
Він був одним із дев'яти об'єктів, представлених у заявці Туреччини на проведення чемпіонату Європи з футболу 2016 року.
Стадіон був знесений в 2016 році і клуб «Бурсаспор» перебрався на сучасну «Тімсах-Арену».